# Phacelia congdonii
Phacelia congdonii är en strävbladig växtart som beskrevs av Edward Lee Greene. Phacelia congdonii ingår i Faceliasläktet som ingår i familjen strävbladiga växter. Inga underarter finns listade i Catalogue of Life.